# Río Temo
El río Temo es el único río navegable (aunque solo en una pequeña parte) de la Cerdeña. Nace en monte Calarighe con el nombre de río Làcanu. En su curso superior es bordeado por la Ruta Estatal 292 Noroeste cerdeña (Alghero-Oristano). Poco después de haber atravesado la ciudad de Bosa desemboca en el mar.